# 莫尔德河畔欧奈
莫尔德河畔欧奈（法語：Aulnay-sur-Mauldre，法語發音：[o(l)nɛ syʁ moldʁ]）是法国法蘭西島大區伊夫林省的一个市镇，属于芒特拉若利区。 

## 地理
莫尔德河畔欧奈（48°55'44"N, 1°50'25"E）面积2.23 平方千米，位于法国法蘭西島大區伊夫林省，该省份为法国北部内陆省份，北起瓦兹河谷省，西接厄尔省，西南接厄尔-卢瓦省，东南接埃松省，东临上塞纳省。
与莫尔德河畔欧奈接壤的市镇（或旧市镇、城区）包括：欧贝让维尔、巴兹蒙、拉法莱斯、莫勒、内泽勒。

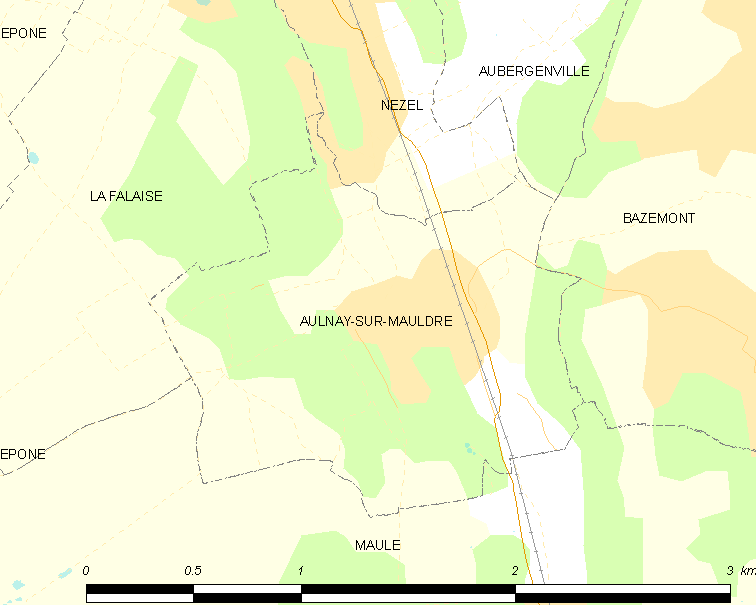
莫尔德河畔欧奈的OSM定位图

莫尔德河畔欧奈的时区为UTC+01:00、UTC+02:00（夏令时）。

## 行政
莫尔德河畔欧奈的邮政编码为78126，INSEE市镇编码为78033。

## 政治
莫尔德河畔欧奈所属的省级选区为欧贝让维尔县。

## 人口

1962-2008年间莫尔德河畔欧奈人口变化图示

莫尔德河畔欧奈于2022年1月1日时的人口数量为1159人。